# Olympische Sommerspiele 2016/Synchronschwimmen
Bei den Olympischen Spielen 2016 in Rio de Janeiro fanden zwei Wettbewerbe (Duett und Team) der Frauen im Synchronschwimmen statt. Sie wurden vom 14. bis 20. August im Parque Aquático Maria Lenk ausgetragen. In beiden Wettbewerben siegte jeweils das russische Team vor der Volksrepublik China und Japan.

## Teilnehmende Nationen
Die nachfolgenden 24 NOKs hatten Starterinnen für die Wettbewerbe qualifiziert. Die Zahl in Klammern gibt die Zahl der Starterinnen an.
| - Ägypten (9) - Argentinien (2) - Australien (9) - Brasilien (9) - China (9) - Frankreich (2) | - Großbritannien (2) - Griechenland (2) - Israel (2) - Italien (9) - Japan (9) - Kanada (2) | - Kasachstan (2) - Kolumbien (2) - Mexiko (2) - Österreich (2) - Russland (9) - Schweiz (2) | - Slowakei (2) - Spanien (2) - Tschechien (2) - Ukraine (9) - Vereinigte Staaten (2) - Belarus (2) |

## Wettbewerbe und Zeitplan
Legende zum nachfolgend dargestellten Wettkampfprogramm:
|  | Qualifikationswettkämpfe | ? | Finalentscheidungen |

Letzte Spalte: Gesamtanzahl der Entscheidungen
| Zeitplan der Wettbewerbe (mit Anzahl der Entscheidungen) | Zeitplan der Wettbewerbe (mit Anzahl der Entscheidungen) | Zeitplan der Wettbewerbe (mit Anzahl der Entscheidungen) | Zeitplan der Wettbewerbe (mit Anzahl der Entscheidungen) | Zeitplan der Wettbewerbe (mit Anzahl der Entscheidungen) | Zeitplan der Wettbewerbe (mit Anzahl der Entscheidungen) | Zeitplan der Wettbewerbe (mit Anzahl der Entscheidungen) | Zeitplan der Wettbewerbe (mit Anzahl der Entscheidungen) |
|                                                          | So                                                       | Mo                                                       | Di                                                       | Mi                                                       | Do                                                       | Fr                                                       | Gesamt                                                   |
| August                                                   | 14.                                                      | 15.                                                      | 16.                                                      | 17.                                                      | 18.                                                      | 19.                                                      |                                                          |
| -------------------------------------------------------- | -------------------------------------------------------- | -------------------------------------------------------- | -------------------------------------------------------- | -------------------------------------------------------- | -------------------------------------------------------- | -------------------------------------------------------- | -------------------------------------------------------- |
| Synchronschwimmen – Duett¹                               |                                                          |                                                          | 1                                                        |                                                          |                                                          |                                                          | 1                                                        |
| Synchronschwimmen – Team                                 |                                                          |                                                          |                                                          |                                                          |                                                          | 1                                                        | 1                                                        |

¹ = Das IOC fasst die Wettbewerbe im Schwimmen, Synchronschwimmen, Wasserball und Wasserspringen unter der Bezeichnung Aquatics (Wassersport) zusammen.

## Ergebnisse

### Duett
| Platz | Land | Sportlerinnen                            | Punkte   |
| ----- | ---- | ---------------------------------------- | -------- |
| 1     | RUS  | Natalja Ischtschenko Swetlana Romaschina | 194,9910 |
| 2     | CHN  | Huang Xuechen Sun Wenyan                 | 192,3688 |
| 3     | JPN  | Yukiko Inui Risako Mitsui                | 188,0547 |
| 4     | UKR  | Lolita Ananassowa Anna Woloschyna        | 187,1358 |
| 5     | ESP  | Ona Carbonell Gemma Mengual              | 186,6357 |
| 6     | ITA  | Linda Cerruti Costanza Ferro             | 182,8079 |
| 7     | CAN  | Jacqueline Simoneau Karine Thomas        | 179,8916 |
| 8     | FRA  | Margaux Chrétien Laura Augé              | 174,2491 |

Österreichische Teilnehmerinnen:

Anna-Maria Alexandri, Eirini-Marina Alexandri  AUT (170,597 Punkte / 12.)
Schweizer Teilnehmerinnen:

Sophie Giger, Sascia Kraus  SUI (166,9033 Punkte / 14.)

### Gruppe
| Platz | Land | Sportlerinnen | Punkte   |
| ----- | ---- | --- | -------- |
| 1     | RUS  | Wlada Tschigirjowa, Natalja Ischtschenko, Swetlana Kolesnitschenko, Alexandra Pazkewitsch, Swetlana Romaschina, Alla Schischkina, Marija Schurotschkina, Gelena Topilina, Jelena Prokofjewa | 196,1439 |
| 2     | CHN  | Gu Xiao, Guo Li, Li Xiaolu, Liang Xinping, Sun Wenyan, Tang Mengni, Yin Chengxin, Zeng Zhen, Huang Xuechen                                                                                  | 192,9841 |
| 3     | JPN  | Aika Hakoyama, Yukiko Inui, Kei Marumo, Risako Mitsui, Kanami Nakamaki, Mai Nakamura, Kano Omata, Kurumi Yoshida, Aiko Hayashi                                                              | 189,2056 |
| 4     | UKR  | Olena Hretschychina, Olha Solotarjowa, Oleksandra Sabada, Anastassija Sawtschuk, Kateryna Sadurska, Ksenija Sydorenko, Darja Juschko                                                        | 188,6080 |
| 5     | ITA  | Elisa Bozzo, Beatrice Callegari, Camilla Cattaneo, Linda Cerruti, Manila Flamini, Francesca Deidda, Mariangela Perrupato, Sara Sgarzi, Costanza Ferro                                       | 183,3809 |
| 6     | BRA  | Luisa Borges, Maria Bruno, Beatriz Feres, Branca Feres, Maria Clara Lobo, Maria Eduarda Miccuci, Lorena Molinos, Lara Teixeira, Pâmela Nogueira                                             | 171,9985 |
| 7     | EGY  | Leila Abdelmoez, Samia Ahmed, Nariman Aly, Nour Elayoubi, Jomana Elmaghrabi, Dara Hassanien, Salma Negmeldin, Nada Saafan, Nehal Saafan                                                     | 155,5505 |
| 8     | AUS  | Bianca Hammett, Danielle Kettlewell, Nikita Pablo, Emily Rogers, Cristina Sheehan, Rose Stackpole, Amie Thompson, Deborah Tsai, Hannah Cross                                                | 149,5000 |

## Medaillenspiegel
| Platz | Land     | G | S | B | Gesamt |
| ----- | -------- | - | - | - | ------ |
| 1     | Russland | 2 | – | – | 2      |
| 2     | China    | – | 2 | – | 2      |
| 3     | Japan    | – | – | 2 | 2      |
| Total | Total    | 2 | 2 | 2 | 6      |